# Susan Cabot
Harriet Shapiro (9 de julio de 1927 - 10 de diciembre de 1986), conocida artísticamente como Susan Cabot, fue una actriz estadounidense.

## Biografía
Cabot nació en Boston, Massachusetts, dentro de una familia de inmigrantes judíos rusos. Después de que su madre fuera internada debido a problemas emocionales su padre la abandonó, Cabot pasó su infancia en ocho orfanatos. Tras completar su enseñanza secundaria en Manhattan, donde se interesó por el arte, encontró trabajo como ilustradora de libros infantiles. Durante aquel tiempo se desempeñó además como cantante y diseñadora de joyas.
Realizó su debut como actriz en 1947, con un pequeño rol en la película El beso de la muerte. Posteriormente trabajó en televisión y se trasladó a Hollywood para ser parte del estudio de cine Columbia Pictures. Sin embargo, su experiencia allí no fue satisfactoria y decidió unirse a Universal Studios. Su carrera se desarrolló principalmente en westerns de serie B, como The Duel at Silver Creek (1952), Gunsmoke (1953), Ride Clear of Diablo (1954) y Fort Massacre (1958). Tras un paso poco exitoso por el cine, Cabot regresó a Nueva York para dedicarse al teatro, actuando en la obra A Stone for Danny Fisher. Tiempo después recibió algunas ofertas para volver a trabajar en películas, siendo The Wasp Woman (1959) de Roger Corman su último rol cinematográfico.
Cabot falleció en 1986, después de que su hijo Timothy Scott Roman, quien sufría problemas psicológicos, la golpeara con una barra de metal. El responsable fue acusado de homicidio involuntario y recibió una condena de tres años.

## Vida privada
En 1944 contrajo matrimonio con Martin Sacker, un diseñador de interiores, de quien se divorció en 1951. Cabot se casó nuevamente en 1968, esta vez con Michael Roman, con quien tuvo un hijo, Timothy. La pareja se divorció en 1983. La paternidad de Timothy fue también reclamada por el actor Christopher Jones. Cabot fue además vinculada sentimentalmente con el rey Husein I de Jordania durante varios años.

## Filmografía
Cine
- The Wasp Woman (1959) - Janice Starlin
- Surrender - Hell! (1959) - Delia Guerrero
- Houseboat (1958) - Eleanor Wilson
- War of the Satellites (1958) - Sybil Carrington
- Fort Massacre (1958) - Piute Girl
- Machine-Gun Kelly (1958) - Florence 'Flo' Becker
- Carnival Rock (1957) - Natalie Cook
- The Saga of the Viking Women and Their Voyage to the Waters of the Great Sea Serpent (1957) - Enger
- Sorority Girl (1957) - Sabra Tanner
- Ride Clear of Diablo (1954) - Laurie Kenyon
- Gunsmoke (1953) - Rita Saxon
- Son of Ali Baba (1952) - Tala
- The Duel at Silver Creek (1952) - Jane 'Dusty' Fargo
- The Battle at Apache Pass (1952) - Nono
- Flame of Araby (1951) - Clio
- The Prince Who Was a Thief (1951)
- Tomahawk (1951) - Monahseetah
- The Enforcer (1951) - Nina Lombardo
- On the Isle of Samoa (1950) - Moana
- El beso de la muerte (1947)

Televisión
- Bracken's World (1970) - Henrietta
- Have Gun - Will Travel (1958-1959) - Becky Gray Carver / Angela DeMarco